# Karol Bernstein
Karol Bernstein (ur. 8 stycznia 1820, zm. 19 kwietnia 1890 w Warszawie) – polski księgarz i nakładca.

## Życiorys
W latach 1843–1844 odbył praktykę księgarską u Krystiana Teofila Glücksberga w Wilnie. Około 1851 roku rozpoczął prowadzenie księgarni przy ul. Miodowej w Warszawie 483. Bernstein prowadził również działalność nakładową, ogłaszając katalogi i prowadząc wypożyczalnię książek francuskich. Przy księgarni prowadził również skład nut. Wydawał książki rolnicze, przyrodnicze oraz m.in. serię „Biblioteka Popularna Nauk Przyrodzonych podług niemieckiego oryginału A.Bernsteina”. W 1871 przeniósł swoją księgarnię na ul. Niecałą 614, a w 1873 - zamknął ją.
Jest pochowany na cmentarzu żydowskim przy ulicy Okopowej w Warszawie (kwatera 33, rząd 7).

## Życie prywatne
Był synem Bera Lewina Bernsteina przemysłowca i kupca bławatnego (ur. 1778) oraz Debory Szeinfeld (1782–1853). Jego bratem był Józef Bernstein.
Był dwukrotnie żonaty. Po raz pierwszy z Salomeą Dawidson (1830–1853), a po raz drugi z Pauliną Dawidson (1836–1882). Z pierwszego małżeństwa miał dwoje dzieci: Zofię (1851–1879) i Leona (1853–1917).